# Перебийніс Євген Петрович
Євген Петрович Перебийніс (нар. 9 листопада 1968, Тернопіль, Українська РСР, СРСР) — український дипломат, заступник Міністра закордонних справ України з 27 липня 2022 року. Надзвичайний і Повноважний Посол України.

## Біографія
Народився 9 листопада 1968 року в місті Тернопіль. Закінчив Київський державний університет ім. Т. Г. Шевченка (1992). Володіє іноземними мовами: англійською, російською, чеською та словацькою.
З 1992 до 1994 — аташе, третій, другий секретар Управління інформації МЗС України.
З 1994 до 1998 — другий, перший секретар Посольства України в Чехії.
З 1998 до 2000 — старший консультант, головний консультант, заступник завідувача відділу Головного управління з питань зовнішньої політики Адміністрації Президента України.
З 2000 до 2001 — радник Посольства України в Греції.
З 2001 до 2004 — радник Посольства України в Чехії.
З 2004 до 2005 — заступник керівника Головного управління з питань зовнішньої політики Адміністрації Президента України.
З 2005 до 2006 — заступник керівника Головної служби зовнішньої політики, керівник департаменту двостороннього та регіонального співробітництва Секретаріату Президента України.
З 2006 до 2008 — генеральний консул України в місті Пряшів (Словаччина).
З 29 серпня 2008 до 11 листопада 2011 — Надзвичайний і Повноважний Посол України в Швеції.
2012—2013 — Посол з особливих доручень МЗС України.
З січня 2013 — в. о. директора Департаменту інформаційної політики, речник МЗС України. З червня 2013 року — директор Департаменту інформаційної політики, речник МЗС України. З липня 2014 — заступник Директора Департаменту політики та комунікацій, речник МЗС України.
З 10 травня 2015 по 23 січня 2017 — Надзвичайний і Повноважний Посол України в Латвії.
З 23 січня 2017 до 9 липня 2022 — Надзвичайний і Повноважний Посол України в Чехії.
З 29 липня 2022 — заступник Міністра закордонних справ України.
Член делегації України для участі у переговорах з Європейським Союзом щодо укладення Угоди про вступ України до ЄС, голова переговорної групи з питань зовнішньої політики та політики безпеки і оборони.

## Дипломатичний ранг
- Надзвичайний і Повноважний Посол (22 грудня 2017)[10]